# 希爾凡

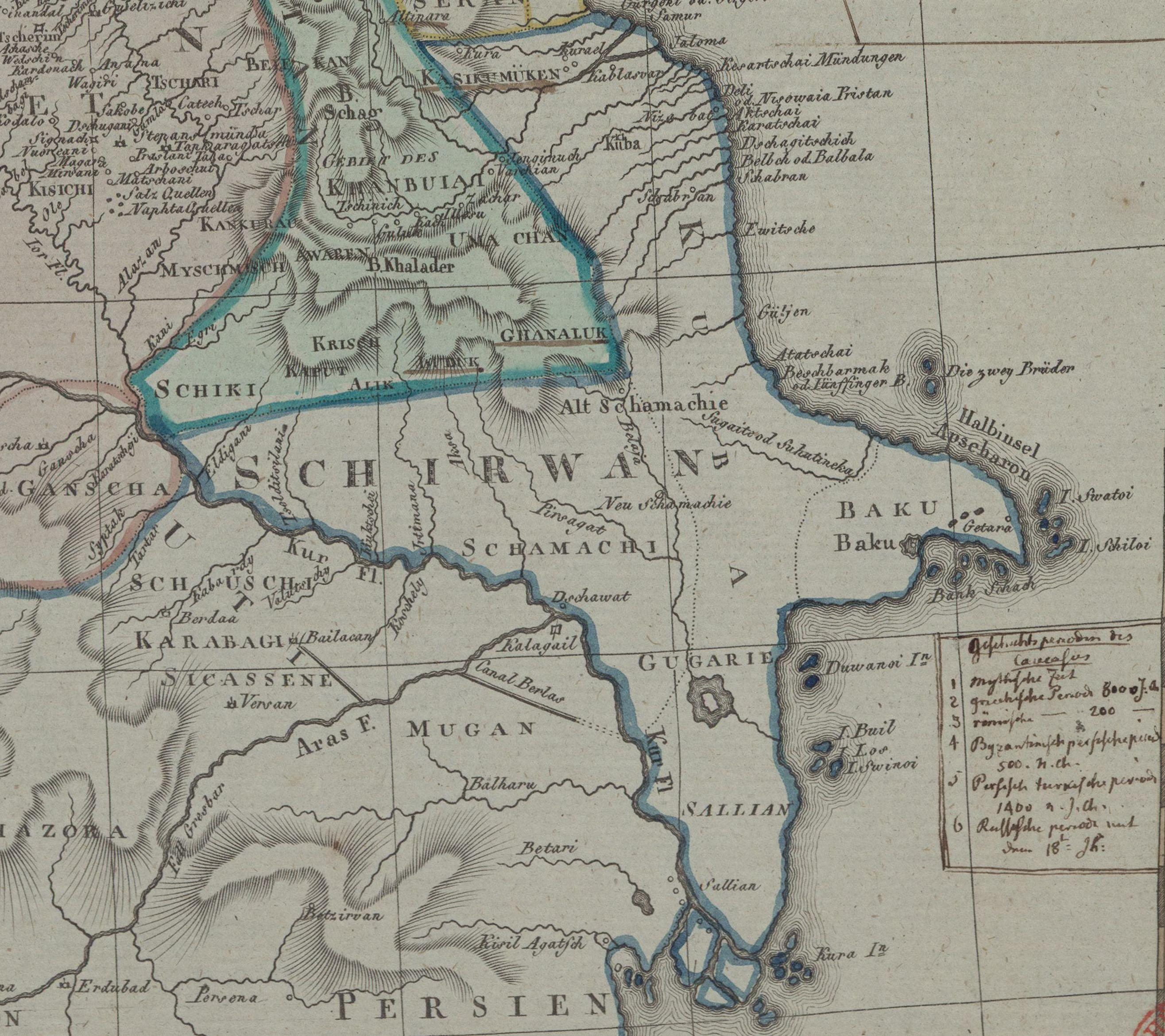
19世纪初的希尔凡地图，与今天的阿塞拜疆共和国主体部分几乎相当

希爾凡（波斯語：شروان、阿塞拜疆語：Şirvan）是一個古地名，又稱希爾萬，位於當今的高加索東部。現在，該地是阿塞拜疆的工農發達地區，位於裏海西岸與庫拉河之間，希爾凡平原座落在該地的中央。

## 中世紀歷史及語源
史學家弗拉基米爾·米諾斯基（Vladimir Minorsky）認為希爾凡、萊伊贊和貝拉坎這些地名源自裏海沿岸的伊朗語支。希爾凡是伊朗男子的名字，意指柏樹，相當於阿拉伯語裡的薩爾夫，當今波斯語用以描述柏樹。這個名字亦與薩非王朝沙阿阿努希拉萬有關聯。希爾萬則有獅子保護者的意思，庫爾德語裡的希爾凡同樣是指獅子保護者，這是男子常用的名字。在基爾庫克（庫爾德斯坦南部）附近有一座叫希爾凡納的城堡。
根據《伊斯蘭教百科全書》，希爾凡包含高加索東脈至庫拉河之間的地區。當地的統治者的控制範圍北達裏海西岸，南至巴庫，西進舍基地區。在薩珊王朝至中世紀伊斯蘭時期，希爾凡所轄的拉伊贊是一個封地。

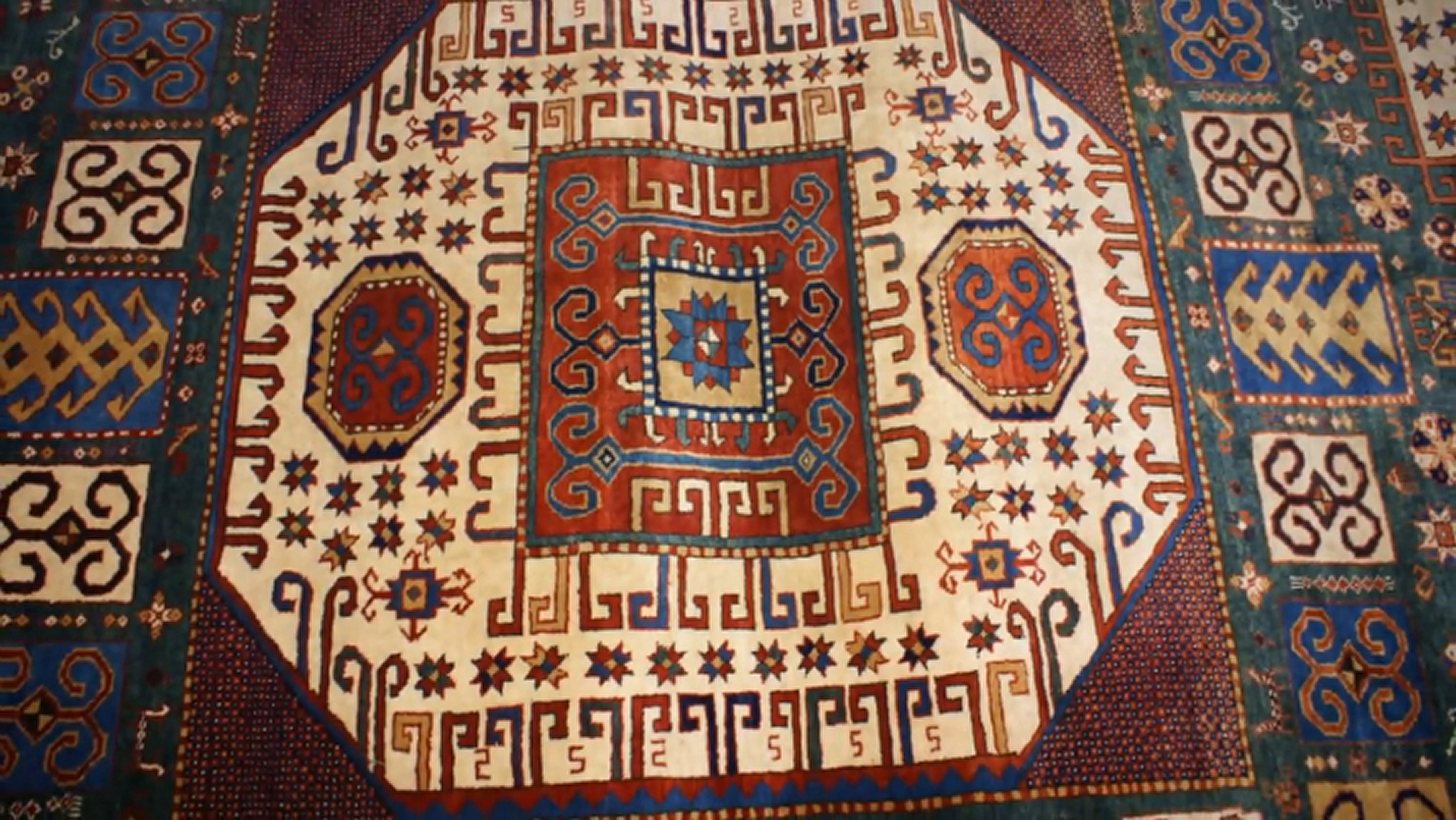
希爾凡傳統地毯。

19世紀當地史學家阿巴斯古盧·巴基哈諾夫（Abbasgulu Bakikhanov）稱「希爾凡以裏海為東界，南及庫拉河，毗鄰莫汗和亞美尼亞」。

### 希爾凡沙阿
希爾凡沙阿是中世紀伊斯蘭時間阿拉伯波斯王朝的頭銜，擁有此頭銜的統治者在800年至1607年期間作為薩非王朝的附庸或獨立統治該地區。

### 薩非王朝及阿夫沙爾王朝
到塔赫瑪斯普一世統治時期，希爾凡沙阿被廢止，希爾凡成為了波斯的一個行政區劃。希爾凡在1578年被奧斯曼帝國佔領，波斯到1607年才收復希爾凡。1722年，庫巴統治者向彼得大帝投誠，巴庫及裏海沿岸被俄國人佔領。1724年，奧斯曼帝國與俄羅斯簽訂條約，巴庫沿岸地區被劃歸俄羅斯，希爾凡的其他部分則由奧斯曼帝國控制。納迪爾沙在1735擊敗奧斯曼帝國，俄羅斯將該地的控制權交給阿夫沙爾王朝。

## 現代史
卡扎爾王朝再度重新統一波斯，高加索的酋長們必須要在俄羅斯和波斯之間作出抉擇。希爾凡的統治者穆斯塔法在1805年向俄國人投誠，並在翌年佔領德本及巴庫，但他在不久後卻向波斯示好，尋求援助。根據《古利斯坦條約》，波斯放棄德本、庫巴、希爾凡及巴庫。不過，穆斯塔法與波斯仍存在秘密協議。1820年，俄軍侵佔希爾凡，穆斯塔法逃入波斯，謝馬哈也被納入俄國領土。

## 民族及文化
雖然希爾凡人是古代用語，但現今的阿塞拜疆人仍用以指稱希爾凡地區的人民。在古代，希爾凡的大部分居民都是屬於高加索語族。到塞爾柱帝國時期，當地人口開始出現伊朗化和突厥化的現象。現今當地的大部分居民是說突厥語的阿塞拜疆人，高加索語族和伊朗語族則佔少數。

### 高加索人口
希爾凡的人口原本是古高加索人，說高加索語。現在，諸如烏第語、列茲金語及阿瓦爾語等高加索語仍流通。

### 伊朗的影響力
自阿契美尼德王朝至安息帝國時代，伊朗人已開始滲進希爾凡。不過，在薩珊王朝時代當地設立了波斯的殖民地，他們的影響力才真正顯現出來。弗拉基米爾·米諾斯基稱「伊朗殖民者在外高加索出現，特別是在山口附近，他們在吞併原居民之上扮演著重要的角色。希爾凡、列茲金、貝拉坎等地名顯示這些伊朗移民主要來自裏海南岸吉蘭等地區」。阿拉伯史學家馬蘇第指出波斯人已分佈在阿蘭、貝拉坎、德本、沙巴朗、馬斯喀特及約旦。自9世紀起，希爾凡的波斯語系城市人口逐漸增加，而鄉間人口則仍使用高加索語。到19世紀，希爾凡仍有大量的塔特人聚居，他們自稱是薩珊王朝時代波斯殖民者的後裔，但由於其文化和宗教與突厥語系的阿塞拜疆人相近，塔特人在一定程度上已被同化。

### 突厥化
在卡扎爾王朝時代，突厥人已開始滲透希爾凡，但對於他們的聚居地卻沒有清晰的說法。雖然希爾凡在薩非王朝時代之前保留著波斯文化，但到塞爾柱時期該地已開始突厥化。薩非王朝之後突厥化開始加快，當地居民接納了突厥語言，逐漸形成了當今的阿塞拜疆人。
希爾凡的主要居民包括了說突厥語的阿拉伯人和波斯人。根據1891年出版的《地球及居民》：
|  | 庫拉河下游、希爾凡及巴庫附近地區居民的習俗更靠近波斯人多於突厥人，他們當中只有很少人實行一夫多妻制，婦女不需要穿戴面紗。總體來說，他們對待其他宗教較寬大，什葉派沒有利用權勢來迫害遜尼派和基督教。 |

根據1855年出版的《圖解俄羅斯帝國》，希爾凡的居民主要由波斯人組成：
|  | 希爾凡在以往是波斯的一部分……居民主要是波斯穆斯林。 |

不過，俄國在1890年至1907年出版的《布洛克豪斯和葉夫林百科全書》稱巴庫省的許多居民是「阿塞拜疆韃靼人，他們不應該被稱為波斯人，雖然他們與波斯人有許多相似之處，但他們說突厥語」。
為了識別伊朗與突厥的突厥語族，俄國人在19世紀末採用了「阿塞拜疆人」這個字彙指稱伊朗的突厥語族。《布洛克豪斯和葉夫林百科全書》稱：
|  | 一些學者提議要改變一些突厥族分支的稱呼，他們與突厥人沒有甚麼共通點，例如稱為阿塞拜疆人。 |

## 註腳
1. ↑  Al-Athir 2008，第203頁
2. ↑  Prokhorov 1982，第603頁
3. ↑  Frye 1975，第226-227頁
4. ↑  Minorsky 1980，第404頁
5. ↑  Bakikhanov, Floor & Javadi 2009，第5頁
6. ↑  Donzel 1994，第415頁
7. ↑  Houtsma 1993，第383頁
8. ↑  Swietochowski 1995，第10頁
9. ↑  Society for the Difussion of Useful Knowledge 1838，第174頁
10. ↑  Zonn et al. 2010，第128頁
11. ↑  Minorsky 1958，第189-190頁
12. ↑  Goeje 1894，第77-78頁
13. ↑  Wixman 1984，第185頁
14. ↑  Roy 2007，第7頁
15. ↑  Reclus 1891，第119頁
16. ↑  Sears 1855，第289-290頁
17. ↑  （俄文）. . 1890–1907.
18. ↑  （俄文）. . 1890–1907.